# Ester Hoffsten-Lindwall
Ester Johanna Hoffsten-Lindwall, född 11 februari 1890 i Stockholm, död där 13 januari 1949, var en svensk konstnär.
Hon var dotter till vaktmästaren Louis Hoffsten och Johanna Kristina Landelius och från 1919 gift med Erik Gustaf Lindwall. Hon var syster till konstnären Albert Hoffsten. Hon utbildade sig till mönsterritare vid Högre konstindustriella skolan i Stockholm och anställdes efter studierna vid Birgittaskolan, hon var anställd vid Föreningen Handarbetets Vänner i Stockholm 1930–1948. Hon medverkade i utställningar med Föreningen Handarbetets Vänner och deltog i utställningen Rugs and Carpets på Metropolitan Museum of Art i New York. 
Som textilkonstnär arbetade hon med kyrkliga och profana textilier bland annat utförde mässhakar för Engelbrektskyrkan i Stockholm. 
Som bildkonstnär målade hon stilleben, blommor, figurmotiv och landskap i akvarell eller pastell och ställde ut med Sveriges allmänna konstförening. 